# 里德·哈斯廷斯
小威尔蒙特·里德·哈斯廷斯（英語：Wilmot Reed Hastings, Jr.，1960年10月8日—），美国企业家，Netflix的创办人、总裁和董事会主席。

## 生平
他出生于波士顿，外曾祖父是发明家阿尔弗雷德·李·卢米斯。他在麻省剑桥的白金汉宫尼古拉斯学校读过书，1981年夏于匡提科海军基地参加美国海军训练，但是他并没有完成训练，因此也没有入伍海军。
哈斯廷斯1983年毕业于鲍登学院，毕业后加入和平队，在斯威士兰担任了两年的数学教师。其后，他考入斯坦福大学，1988年获得了计算机科学硕士学位。1991年，哈斯廷斯开始创业，创办了Pure Software。1996年，该公司和Atria合并，次年被Rational Software收购。1997年，哈斯廷斯创办了Netflix。在2007至2012年间，他也曾是微软董事会成员。。
2023年1月，哈斯廷斯宣布将卸任Netflix的CEO一职，但他将继续担任公司的执行主席。CEO一职由格雷格·彼得斯和泰德·萨兰多斯联合担任。
著有书籍 《不拘一格：网飞的自由与责任工作法》